# 潘虹樾
潘虹樾（1989年7月1日—），原名潘琦，中国内地新人女歌手，现就读于四川音乐学院声乐系专业。2009年湖南卫视“快乐女声”全国第8名而出道。

## 生平经历
潘虹樾出生于贵州省黔东南苗族侗族自治州凯里市，从小就接触音乐和舞蹈。4岁开始学习芭蕾和民族舞蹈，7岁开始学习钢琴。在2002年的中央音乐学院钢琴9级考试中获得优秀资格，并获得过贵州省和西南三省的拉丁舞比赛冠军。2008年考入四川音乐学院，2009年3月曾作为优秀学生代表录制湖南卫视王牌综艺节目“天天向上”。
2009年湖南卫视“快乐女生”比赛中，潘虹樾作为成都赛区选手，由于喜欢唱英文歌而被网友称为“小张靓颖”，其出色的唱功获得了评委的高度评价，在全国10强中颇有实力。然而她却在7月31日的10进7淘汰赛中PK失利，最终仅获得全国第8名，爆出那届比赛的一大冷门。
赛后潘虹樾回到学校继续学业，现已淡出大众的视线，2014年7月奉子成婚、低调结婚并生有1子。

## 音乐作品

### 单曲
- 2009年9月 单曲《如果没有离开》（收录于2009快女10强合辑《封面女生Cover Girls》）
- 2012年2月 单曲《朋友》（APP儿童音乐剧《我是一只暴龙》主题曲）

### MV
- 2009快女10强《唱得响亮》（2009快乐女声主题曲）
- 潘虹樾《如果没有离开》
- 天娱群星《快乐出发》（湖南卫视2009跨年演唱会主题曲）
- 2009快女10强《baby sister》（2011快乐女声加油歌）

### 书籍
- 《2009快乐女声星光闪耀全集2：麻辣公主李媛希、魔力高音潘虹樾》（写真集，2009年9月出版）